# 天主教薩盧佐教區
天主教薩盧佐教區（拉丁語：Dioecesis Salutiarum）是天主教會在義大利的一個教區。屬都靈總教區。
教區成立於1511年10月29日，當時直屬聖座。1629年10月30日教區大修院成立。1803年教區轉屬都靈管轄。1805年皮內羅洛教區併入。1817年7月17日分離。
教區位於庫內奧省西北部，2010年有教友94,083人，佔轄區總人口94.8%。教區下轄九十一個堂區，有109名司鐸。現任教區主教為若瑟·奎利尼。